# Glypta tripartita
Glypta tripartita är en stekelart som beskrevs av Dasch 1988. Glypta tripartita ingår i släktet Glypta och familjen brokparasitsteklar. Inga underarter finns listade i Catalogue of Life.